# キバリーヒルズ・コップ
『キバリーヒルズ・コップ』（原題：Case Closed）は、1988年のアメリカ合衆国の映画。アクション・コメディ映画。

## 概要
主演を務めたバイロン・アレンにとって若手刑事デヴィッドはまさにハマリ役となったかならなかったかはわからないが、本作は日本国内では忘れられた作品の仲間入りを果たし、その後シリーズ化されることはなかった。また、公開から25年以上経った今もなおDVD化されることもなく、レンタルビデオ店でも滅多にお目にかかれない作品となった。
もちろん、1984年に公開されたエディ・マーフィ主演の『ビバリーヒルズ・コップ』との関係は全く無いが、

「黒人の若手刑事が主人公」という共通点のみで、邦題及びVHSのジャケット写真は『ビバリーヒルズ・コップ2』に似せて製作（バイロン・アレンの顔に同作品のエディ・マーフィの衣装を着せたイラストが描かれた）された。

ちなみに、邦題の由来は「気張っている」刑事だからキバリーヒルズ・コップらしい。

## ストーリー
ビバリーヒルズのアクセル刑事よりも楽しくって根性があってキマってる上にキバってる「キバリ・コップ」ことデヴィッド刑事さまがお贈りするスーパーヒートアクションコメディー。

15年前に起きたダイヤ強奪事件の関係者が次々と殺害されちまった！　それを追ってデヴィッド刑事さまと相棒のベテラン刑事レスが大活躍するぜ！！

## キャスト
※括弧内は日本語吹替
- デヴィッド・ブロックマン - バイロン・アレン（大塚芳忠）
- レス・カバルスキー - チャールズ・ダーニング（滝口順平）
- キャシー・ファーガソン - エリカ・ギンペル（土井美加）
- カーティス・ブロック - マーク・アライモ（西村知道）
- スコッティ・バグウェル - ジェームズ・グリーン（小島敏彦）
- 警部 - エディ・ジョーンズ
- マックス・ドルフォ - クリストファー・ニーム（江原正士）
- トニー・シャーマン - チャールズ・ウェルドン（秋元羊介）
  - その他声の出演 - 島田敏

## スタッフ
- 監督：ディック・ローリー
- 製作：アンドリュー・ゴットリーブ
- 脚本：バイロン・アレン、スティーヴ・クライダー
- 撮影：ブライアン・ウエスト